# 贝讷
贝讷（法語：Beynes，法語發音：[bɛn] ⓘ）是法国伊夫林省的一个市镇，属于朗布依埃区。

## 地理
贝讷（48°51'23"N, 1°52'22"E）面积18.56 平方千米，位于法国法蘭西島大區伊夫林省，该省份为法国北部内陆省份，北起瓦兹河谷省，西接厄尔省，西南接厄尔-卢瓦省，东南接埃松省，东临上塞纳省。
与贝讷接壤的市镇（或旧市镇、城区）包括：蒙坦维尔、克雷皮耶尔、马克、莫尔德河畔马雷伊、旧诺夫勒、圣日耳曼-德拉格朗日、索马尔谢、蒂韦瓦勒-格里尼翁、维克、维利耶-圣弗雷德里克。

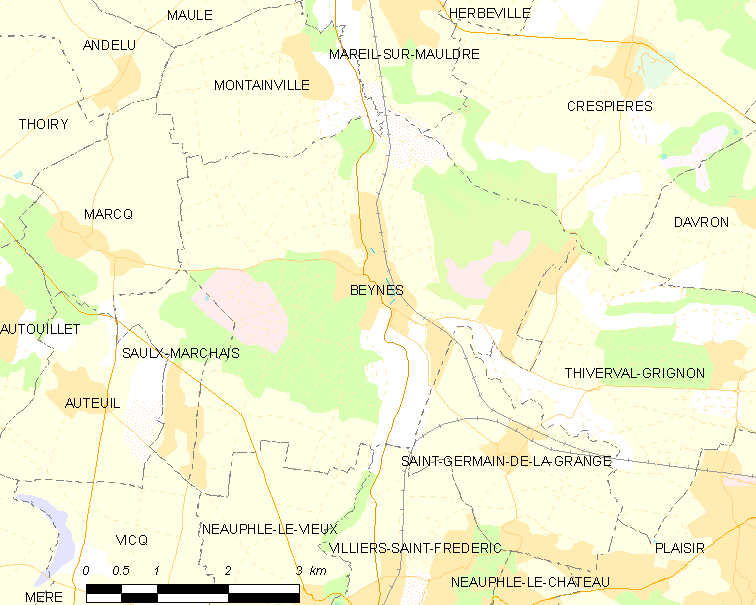
贝讷的OSM定位图

贝讷的时区为UTC+01:00、UTC+02:00（夏令时）。

## 行政
贝讷的邮政编码为78650，INSEE市镇编码为78062。

## 政治
贝讷所属的省级选区为普莱西尔县。

## 人口

1962-2008年间贝讷人口变化图示

贝讷于2022年1月1日时的人口数量为7635人。